# 불구의 승리
불구의 승리(不具의 勝利, 이탈리아어: Vittoria mutilata 비토리아 무틸라타[*])는 제1차 세계 대전의 전후 처리 과정에서 협상국이 이탈리아와 체결한 런던 조약을 배반한 것에 대한 반발로 탄생한 개념이다. 이탈리아의 민족주의자들과 영토회복주의자들은 이러한 주장을 확산,조장했으며, 불구의 승리라는 용어는 이탈리아의 민족주의자 시인 가브리엘레 단눈치오가 사용했다.

## 이탈리아와 삼국동맹
이탈리아는 통일 직후부터 식민지 확장에 관심을 가졌고, 초창기 목표는 튀니지였다. 그러나 1882년 프랑스가 튀니지를 점령하자, 분노한 이탈리아는 같은 해 독일 제국, 오스트리아-헝가리 제국과 삼국 동맹을 결성하였다. 이는 프랑스와 다른 유럽 열강의 공격과 위협, 압박으로부터 든든한 후원자를 얻은 셈이었으며, 이탈리아의 경제권 확장과 식민정책에도 도움이 될 터였다. 그러나 삼국동맹은, 이탈리아와 오스트리아의 관계에서 큰 모순을 내포하고 있었다. 이탈리아(그 전신인 사르데냐 왕국)와 오스트리아는 불과 20여년 전 이탈리아 통일전쟁에서 치열하게 싸웠고, 이후에도 여전히 오스트리아가 점유한 트리에스테, 달마티아, 티롤은 이탈리아 영토회복주의자들의 주 목표였다.
결국 20세기 초에 이탈리아는 외교 기조를 영국, 프랑스와의 우호관계 강화로 바꾸었고, 1902년 영국,프랑스와 삼국동맹을 무효화하는 조약을 잇달아 체결했다. 영국과 체결한 비밀 조약에서는 이탈리아는 유럽에서 중대한 사태가 일어날 경우 삼국 동맹을 파기하면, (이탈리아 영유권을 주장하던) 오스트리아령 영토를 할양받는 걸 인정한다는 조항이 포함되었다.

## 런던 조약
제1차 세계 대전이 발발한 후에, 협상국과 동맹국, 이 양대 세력은 이탈리아를 동맹으로 확보하기 위해 지속적으로 노력을 기울였다. 1915년 4월 26일, 이탈리아와 협상국은 이탈리아가 협상국 편에 서서 참전한다는 데 합의했고, 런던 조약이 체결되었다. 이탈리아가 독일-오스트리아 동맹에게 전쟁을 선포하고 협상국이 승리를 거머쥔다면, 이탈리아는 발칸 해안과 이탈리아-오스트리아 국경의 합스부르크 제국령 영토들뿐만 아니라, 알바니아의 항구와 아나톨리아 남부, 독일 식민제국의 일부까지도 얻을 수 있는 것이었다. 이탈리아가 협상국에 위와 같은 요구를 한 까닭은, 지중해에서 이탈리아의 강력한 영향력을 확보하기 위함이었다. 트리에스테를 비롯한 아드리아 해 연안지역이 확보되면 이탈리아 해군의 입지를 강화할 것이었고, 전후 타 협상국들의 인근 영토 확장에 보조를 맞출 수 있었다.
1915년 5월 이탈리아는 오스트리아에 전쟁을 선포했지만, 독일에게는 아직 선전포고를 하지 않았다. 이탈리아군은 류블라나 방면으로 공격을 시작했지만, 이내 서부전선과 같은 지루한 교착상태에 휘말리게 되었다. 이탈리아는 독일과의 중립을 계속 유지했지만 머지않아 이탈리아가 장기간의 전쟁을 수행할 입장이 아니라는 것을 깨닫게 되었고, 협상국의 전쟁 공조에 대한 압받고 심해지자, 뒤늦게 1915년 12월 독일에 전쟁을 선포했다.

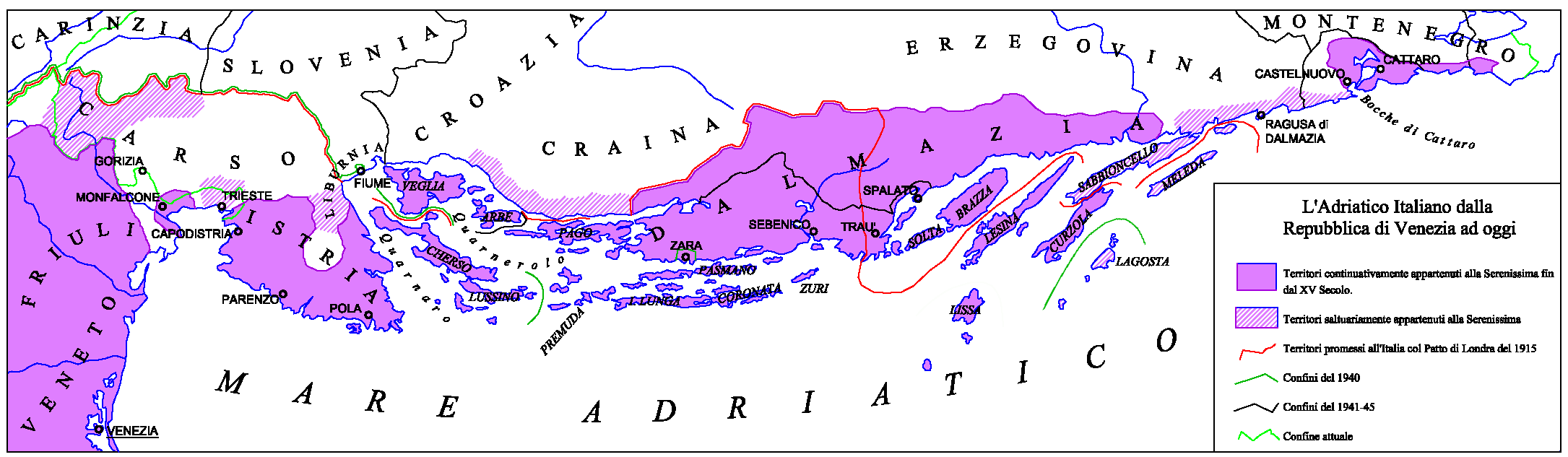
런던 조약이 이탈리아에 보장한 영토

## 윌슨의 반대
그러나 영국은 이 제안을 곧이곧대로 이행할 생각이 없었다. 1917년 1월, 영국 외무장관 아서 밸푸어는 미국 대통령 우드로 윌슨에게 (이탈리아에 약속한)아드리아 해안 영토 할양에 대한 그의 반감을 나타낸 편지를 보냈다. 5월의 미국 방문때, 밸푸어는 미국 외교관 에드워드 M. 하우스와 이 조약에 대한 대화를 나눴다. 그는 대화에서 오스트리아-헝가리 제국에 대한 특별한 의지가 없음을 분명히 했고, "슬라브인 영토의 이탈리아 할양은 문제를 더 가중시키기만 할 것'이라며 마찬가지로 부정적인 견해를 피력했다. 미국과 이탈리아 간 외교 대화에서도 이탈리아의 요구는 파리 강화 회의에서 중요하게 다뤄지지 않을 것이 명백해졌고, 이에 대한 윌슨의 태도는 14개조 평화원칙에서 잘 드러나는데, 이탈리아 국경문제에 대한 사안에서 "오로지 공인된 민족 경계선"을 기준으로 재조정되어야 함을 밝혔다. 또한 윌슨은 "비밀리에 협상하는 국제 협약은 없다"고 하는 등, 윌슨은 이탈리아의 요구를 사실상 거부했다. 이탈리아의 아드리아 해의 제해권 확보를 위한 제국주의적 야망은 좌절되었고, 이후 미국에게 전후 경제 원조를 받는 방향으로 조정되었다.

## 종전
이탈리아는 200만명 이상의 희생을 치렀으나 요구가 대부분 협상 테이블에서 묵살되자, 이탈리아인들은 깊은 환멸과 좌절감을 느꼈고, '불구의 승리'는 전후 많은 이탈리아인들의 극우화로 이어졌다. 시인 가브리엘레 단눈치오는 그의 작품과 연설에서 전후 협상에서 이탈리아의 권리를 찾는 데 실패한 비토리오 오를란도 수상을 비판했다. 그는 전후에 유고슬라비아 왕국에 편입이 결정된 피우메를 점령하려고 시도하기도 했다. 1919년 9월 12일, 단눈치오와 2600명의 영토회복주의자들은 도시를 접수한 협상국 병사들에 맞서 피우메 시로 행진했다. 이들은 피우메에 독립적인 공화국을 수립했다.
비록 피우메에 수립된 공화국은 단명했지만, 이는 이탈리아와 이탈리아인들이 어떤 길을 걷게 될지 보여주는 서막이라고 할 수 있었다. 베니토 무솔리니는 단눈치오와 카르나로의 발상을 본따 이탈리아 사회당을 억누르고, 폭력과 공포를 추구하고, 제국주의적인 목표를 선동하는 파쇼 전투단(Fascio di Combattimento)를 창설했다. 국민들의 지지에 힘입어 1922년 무솔리니는 집권에 성공했고, '불구의 승리'는 그의 파시스트 정권에서 대표적인 수사가 되었다.

## 같이 보기
- 이탈리아 전선 (제1차 세계 대전)
- 피로스의 승리